# Медвежьи Озёра (центр космической связи)

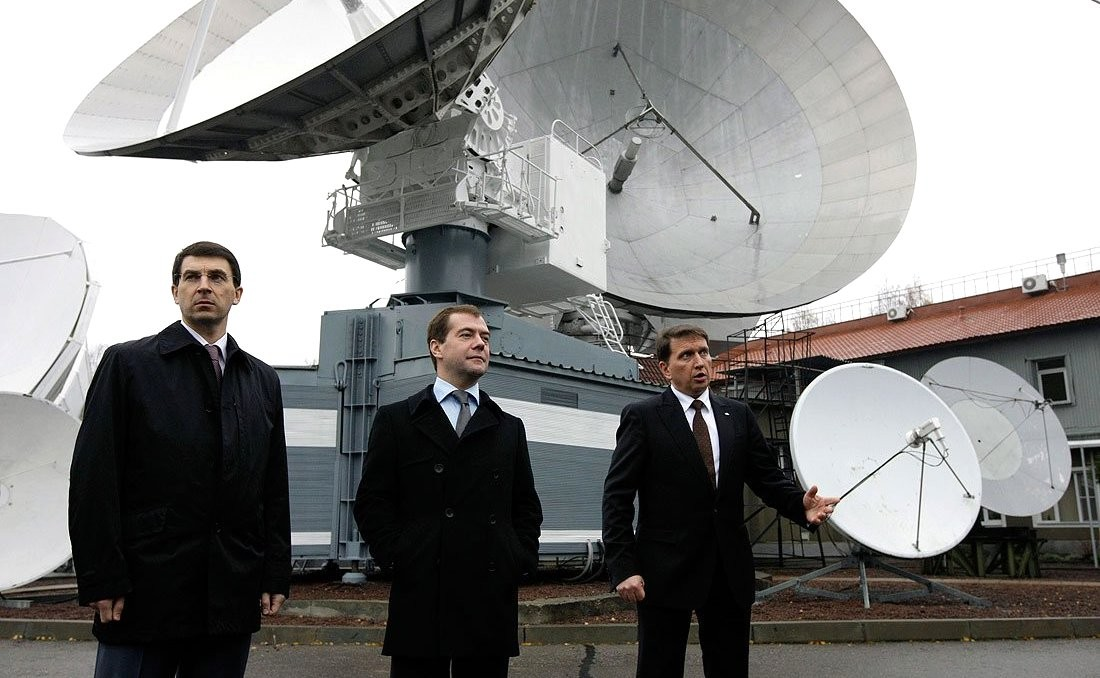
2009

Центр космической связи ОКБ МЭИ «Медвежьи озёра» (ЦКС ОКБ МЭИ) — российская радиоастрономическая обсерватория. Изначально ЦКС выполнял функцию испытательного полигона ОКБ МЭИ — тут проводились испытания и отработки бортовых и наземных антенных устройств; к началу 90-х годов полигон «Медвежьи озера» превратился в Центр космической связи ОКБ МЭИ.
Основан в 1958 году, под руководством А. Богомолова.
Расположен на 26-м километре Щёлковского шоссе, в деревне Долгое Лёдово, в 15 км восточнее Москвы.
Площадь ЦКС составляет 67 гектаров. На базе ЦКС «Медвежьи озёра» создан Научно-исследовательский испытательный технический центр (НИИТЦ), одной из функций которого является управление группировками космических аппаратов научного и социально-экономического назначения. В 1979 году в строй вступила крупнейшая радиоантенна ЦКС: РТ-64. Тогда это была только принимающая антенна, работающая в основном с АМС и ИСЗ. Сейчас, после её реконструкции, она может и передавать сигналы.
Центр космической связи ОКБ МЭИ «Медвежьи озёра» входит в состав интегрированной структуры «Российские космические системы».

## Направления исследований
- управление космическим аппаратом (КА) «Спектр-Р»
- задачи дальней космической связи и космическая навигация
- экспериментальные наблюдения солнечного ветра и нескольких квазаров
- радиолокация ряда объектов космического мусора
- исследования активных галактических ядер, солнечных микровспышек-спайков, ОН-мазеров и активных звёзд
- наблюдения методом РСДБ-локации планет земной группы и сближающихся с Землёй астероидов

## Наблюдения
В 1998—2000 годах обсерватория участвовала в наблюдениях по программе SETI.

## Приборы обсерватории
- Радиотелескоп ТНА-1500 или РТ-64: D = 64 м, F/0.37, полноповоротный параболический рефлектор, минимальная рабочая длина волны = 1 см, общая масса = 3800 т, масса зеркала = 800 т, вторичное зеркало D = 6 м. Собирающая площадь 1500 м². Сооружение телескопа началось в 1969 году. В работу он вступил в 1979 году. Производитель: Особое конструкторское бюро МЭИ (ОКБ МЭИ).

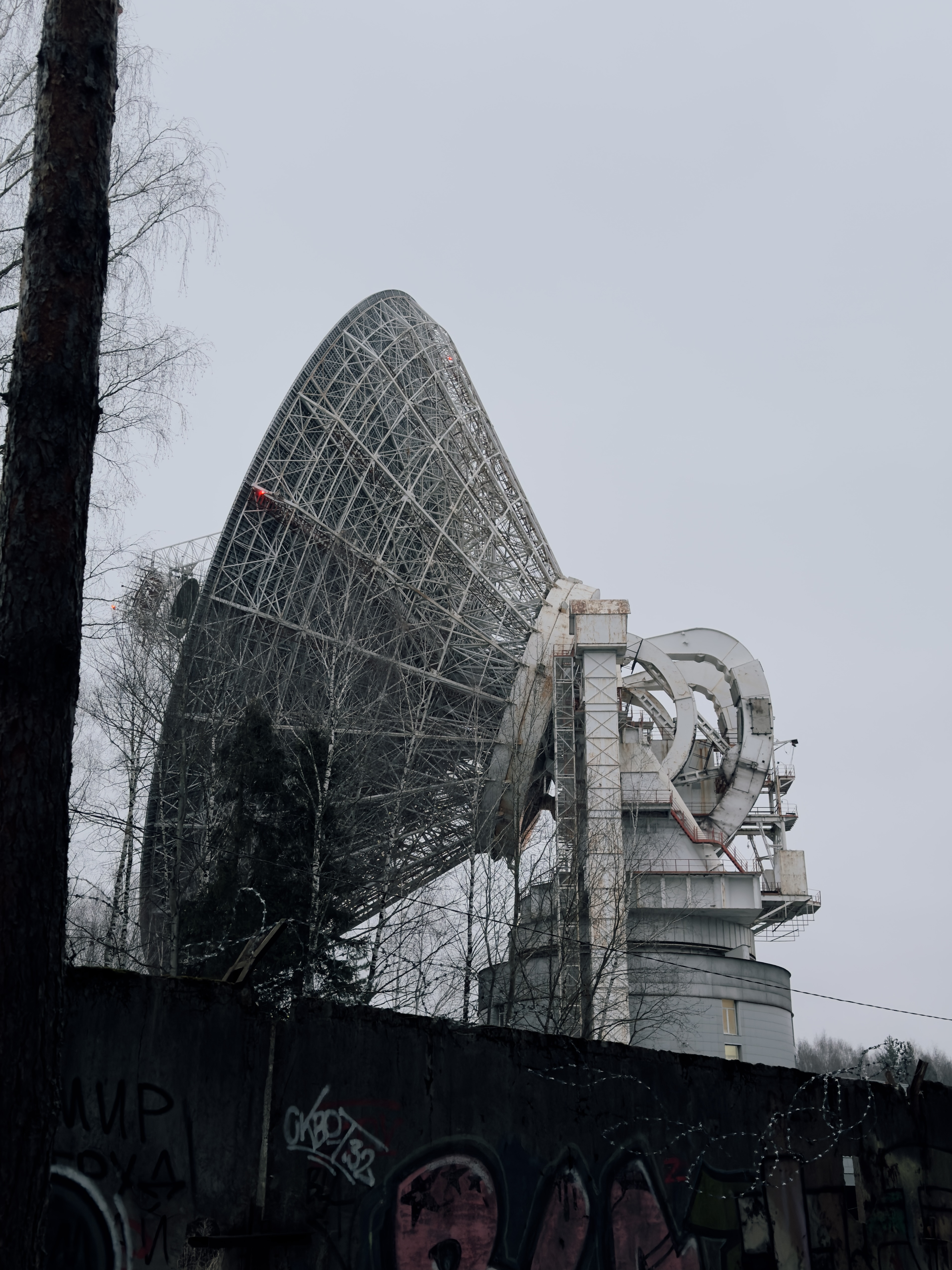
РТ-64 в 2025 году

## Основные достижения
- Участие в международном проекте «Низкочастотная РСДБ-сеть LFVN» (руководящая роль)
- Радиолокация сближающегося с Землёй астероида Itokawa
- В 1983—1984 годы РТ-64 принимал данные радиолокационной съёмки и тепловой карты планеты Венера с автоматической межпланетной станцией «Венера-15/16».
- Участие в программах «Вега» (1986), когда были приняты изображения кометы Галлея, и «Фобос» (1988—1989 годы). В рамках экспериментов «Вега-1/2», РТ-64 в составе международной РСДБ-сети следил за перемещением аэростатных зондов, которые дрейфовали в атмосфере Венеры на высоте около 54 км.

## Руководители обсерватории/Центра космической связи
- Богомолов Алексей Фёдорович (02.07.1913 — 12.04.2009) — создатель ЦКС
- Константин Александрович Победоносцев
- Молотов Игорь — зав. радиоастрономической станцией ГАО РАН «Медвежьи Озёра»
- Чеботарёв Александр, генеральный директор ОКБ МЭИ